# Тюзьма
Тюзьма (Тюдьма) — река в России, протекает в Нелидовском, Андреапольском и Пеновском районах Тверской области. Входит в речную сеть Центрально-Лесного государственного природного биосферного заповедника. Устье реки находится в 31 км по правому берегу реки Жукопы. Длина реки составляет 38 км, площадь водосборного бассейна — 234 км².

## Данные водного реестра
По данным государственного водного реестра России относится к Верхневолжскому бассейновому округу, водохозяйственный участок реки — Волга от истока до Верхневолжского бейшлота, речной подбассейн реки — бассейны притоков (Верхней) Волги до Рыбинского водохранилища. Речной бассейн реки — (Верхняя) Волга до Куйбышевского водохранилища (без бассейна Оки).
Код объекта в государственном водном реестре — 08010100112110000000147.